# Žaklin Zlatanova
Žaklin Denčeva Zlatanova (in bulgaro Жаклин Денчева Златанова?; Sofia, 25 settembre 1988) è una cestista bulgara.